# Stanisław Turkowski
Stanisław Jan Turkowski (ur. 6 października 1919 w Sanoku, zm. 22 grudnia 2010 we Wrocławiu) – polski duchowny rzymskokatolicki, doktor teologii, infułat, wizytator nauki religii, wykładowca katechetyki.

## Życiorys
Urodził się 6 października 1919 jako syn Antoniego (sekretarz starostwa powiatu sanockiego, 1869-1945) i Marii z domu Kocyłowskiej (1896-1964). Jego braćmi byli Zbigniew (inżynier górniczy) i Tadeusz. Rodzina Turkowskich zamieszkiwała przy ulicy Błonie 4/6 w dzielnicy pod tą nazwą. Wśród członków rodziny Turkowskich i Kocyłowskich byli duchowni i zakonnicy; od strony ojca: ks. dr Maurycy Turkowski (1873-1962, stryj), ks. dr Jan Mazanek (1856-1915, rektor Wyższego Seminarium Duchownego Archidiecezji Krakowskiej), s. Urszula Frankiewicz (przełożona generalna Zgromadzenia Sióstr Urszulanek Serca Jezusa Konającego; od strony matki: ks. Władysław Kocyłowski (zm. 1959, wuj), bp Jozafat Kocyłowski (1876-1946, stryj matki, błogosławiony), ks. dr Hieronim Kocyłowski (bratanek matki), ks. kan. Leon Kwiatkowski (zm. 1914, kuzyn matki). Ponadto wujem Tadeusza Turkowskiego był Antoni Kocyłowski, sędzia powiatowy w Drohobyczu (1901-1940), ofiara zbrodni katyńskiej dokonanej na terenach ukraińskich.
W młodości Stanisław Turkowski był ministrantem w sanockim kościele Franciszkanów od 1928 do 1937. W Sanoku ukończył szkołę podstawową, a od 1929 uczył się w Państwowym Gimnazjum im. Królowej Zofii w Sanoku, w którym w 1937 zdał maturę (przez osiem lat jego kolegą w ławce szkolnej był Leopold Żołnierczyk). W tym samym roku został klerykiem Metropolitalnego Wyższego Seminarium Duchownego we Lwowie i jednocześnie studentem teologii na Wydziale Teologicznym Uniwersytetu Jana Kazimierza. Studia przerwał wybuch II wojny światowej i zajęcie Lwowa przez Sowietów, którzy zamknęli seminarium i zlikwidowali wydział teologiczny. Święceń prezbiteratu udzielił mu 21 czerwca 1942 bp Eugeniusz Baziak (z 34 kleryków rozpoczynających naukę przed wojną przetrwało 11, wśród pięciu z nich wyświęconych w 1942 był także Ignacy Tokarczuk). 27 lipca 1942 arcybiskup metropolita lwowski Bolesław Twardowski skierował go do parafii w Horodence.
Po zakończeniu wojny, 26 lipca 1945 wyjechał z Kresów w ramach wysiedleń polskiej ludności na Ziemie Odzyskane. Od 1945 był wikariuszem i katechetą w Kuźni Raciborskiej, od 1946 był wikariuszem parafii w Oleśnicy i prefektem tamtejszych szkół (w których był katechetą i nauczycielem), od 1946 był wikariuszem parafii w Jeleniej Górze i prefektem w tamtejszym Liceum im. Stefana Żeromskiego. W tym czasie rozpoczął i w 1949 ukończył studia teologiczne na Wydziale Teologicznym Uniwersytetu Jagiellońskiego, na którym w 1952 uzyskał tytuł naukowy doktora teologii. Z polecenia ks. Kazimierza Lagosza został wykładowcą katechetyki na Arcybiskupim Seminarium Duchownym we Wrocławiu, gdzie od 1951 do 1954 był prefektem studiów. Był wikariuszem i katechetą we wrocławskich parafiach: Świętej Rodziny od 1954 do 1955 i św. Augustyna od 1955 do 1956. Od 1956 pracował w Kurii Metropolitalnej Wrocławskiej na stanowiskach wizytatora nauki religii, kierownik Wydziału Nauki Chrześcijańskiej, kierownika i wykładowcy przedmiotów katechetycznych w Studium Katechetycznym we Wrocławiu, członka Komisji Egzaminacyjnej Księży Katechetów, wizytatora księży dziekanów, wykładowcy katechetyki, prokuratora do spraw gospodarczych. Publikował artykuły w zakresie swojej pracy. Biskup Henryk Gulbinowicz mianował go kanonikiem gremialnym Kapituły Metropolitalnej Wrocławskiej w 1982, członkiem Komisji Przygotowawczej II Synodu Plenarnego w 1989 oraz dziekanem Kapituły Metropolitalnej Wrocławskiej w 1991. W 1995 przeszedł na emeryturę. Następnie nadal posługiwał w Parafii Św. Ducha we Wrocławiu.
Stale współpracował ze Stowarzyszeniem Upamiętnienia Ofiar Zbrodni Ukraińskich Nacjonalistów. Publikował teksty o charakterze wspomnieniowym w kwartalniku "Na Rubieży". 
W swoim życiu pozostawał w łączności ze środowiskiem rodzinnego Sanoka. Został członkiem Koła Towarzystwa Przyjaciół Sanoka we Wrocławiu. Brał udział w zjazdach sanockiego gimnazjum. 13 czerwca 2004 w Kościele Przemienienia Pańskiego w Sanoku wygłosił homilię podczas dziękczynnej mszy świętej z okazji 50. rocznicy kapłaństwa ks. Zdzisława Peszkowskiego, przedwojennego szkolnego kolegi. Był także związany z macierzystą archidiecezją lwowską.

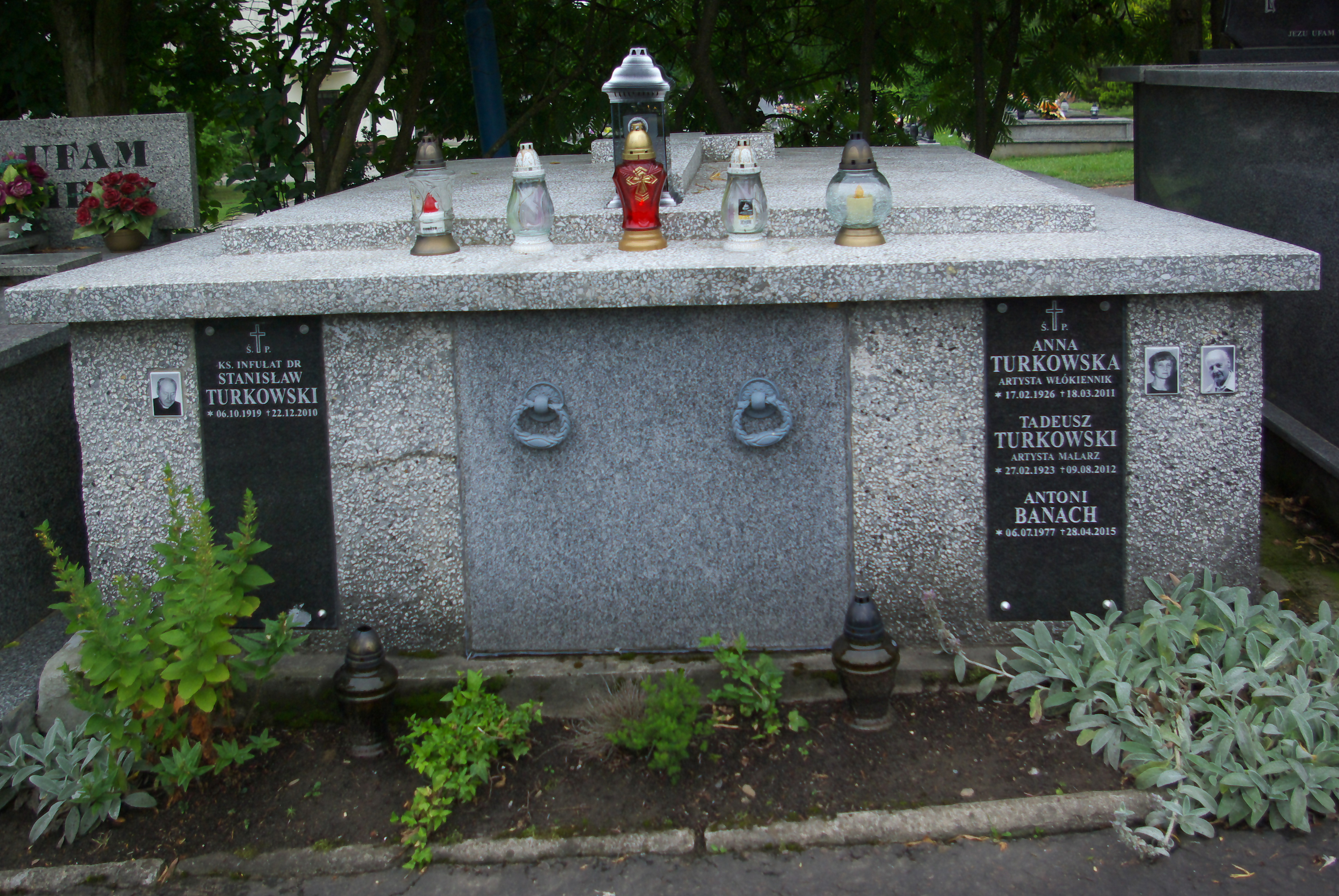
Grobowiec rodziny Turkowskich w Sanoku

Pod koniec życia, z uwagi na stan zdrowia, mieszkał w domu Sióstr Serca Bożego, później w Domu Księży Emerytów we Wrocławiu. Zmarł 22 grudnia 2010 we Wrocławiu, a 27 grudnia 2010 został pochowany w grobowcu rodzinnym na Cmentarzu Centralnym w Sanoku. Wraz z nim spoczywają tam jego brat Tadeusz (1923-2012) z żoną Anną (1926-2011), oboje artyści.
W 2000 ukazała się książka pt. Ks. infułat dr Stanisław Turkowski. Lwowski duszpasterz na Dolnym Śląsku autorstwa Stefana Wójcika.

## Wyróżnienia
- Rochettum et Mantolettum (1958)
- Honorowa kapelania Ojca św. (1962)
- Tytuł kanonika gremialnego Kapituły Archidiecezji Wrocławskiej (1982)
- Odznaka „Weteran Walk o Wolność i Niepodległość Ojczyzny”
- Krzyż Drugiej Obrony Lwowa (przyznany przez Towarzystwo Miłośników Lwowa i Kresów Południowo-Wschodnich)
- Tytuł Członka Honorowego Towarzystwa Przyjaciół Sanoka we Wrocławiu (2000)[13].